# Теорема Левицкого
Теорема Левицкого, названная именем израильского математика Яакова Левицкого, утверждает, что в правом Нётеровом кольце любой односторонний ниль-идеал является обязательно нильпотентным. Теорема является одним из многих результатов, свидетельствующих о правдивости гипотезы Кёте, и более того, дающих решение на один из вопросов Кёте, как описано в статье Левицкого. Результат был получен в 1939, но опубликован лишь в 1950 году. Относительно простое доказательство дал Утуми в 1963.

## Доказательство
Ниже приведена аргументация Утуми (как изложена в статье Лама)
Лемма
Предположим, что R удовлетворяет условию обрыва возрастающей цепи на аннуляторах формы {\displaystyle \{r\in R\mid ar=0\}}, где a принадлежит R. Тогда
1. Любой односторонний ниль-идеал содержится в нижнем нильрадикале {\displaystyle \mathrm {Nil} _{*}(R)};
2. Любой ненулевой правый нильидеал содержит ненулевой нильпотентный правый идеал.
3. Любой ненулевой левый нильидеал содержит ненулевой нильпотентный левый идеал.

Теорема Левицкого
Пусть R будет правым нётеровым кольцом. Тогда любой односторонний нильидеал R нильпотентен. В этом случае верхний и нижний нильрадикалы равны и кроме того,  этот идеал является наибольшим нильпотентным идеалом среди нильпотентных правых идеалов и среди нильпотентных левых идеалов.
Доказательство: Вследствие леммы выше достаточно показать, что нижний нильрадикал R нильпотентен. Поскольку R является правым нётеровым кольцом, максимальный нильпотентный идеал N существует. Из максимальности N следует, что факторкольцо R/N не имеет ненулевых нильпотентных идеалов, так что R/N является полупростым кольцом. Как результат, N содержит нижний нильрадикал кольца R. Поскольку нижний нильрадикал содержит все нильпотентные идеалы, он содержит и N, а тогда N равен нижнему нильрадикалу.